# Gymnelus hemifasciatus
Gymnelus hemifasciatus är en fiskart som beskrevs av Andriashev, 1937. Gymnelus hemifasciatus ingår i släktet Gymnelus och familjen tånglakefiskar. Inga underarter finns listade i Catalogue of Life.